# Their Greatest Hits (1971–1975)
Their Greatest Hits (1971–1975) je prvi kompilacijski album ameriške glasbene skupine Eagles, ki je izšel 17. februarja 1976, pri založbi Asylum Records. Več let je bil album najbolj prodajan v ZDA in je bil najbolj prodajan album 20. stoletja v ZDA. Album je 29x platinast, večkrat je bil platinast le Jacksonov album Thriller. Leta 2017 ga je ameriška Kongresna knjižnica uvrstila v Narodni register posnetkov kot posnetek, ki je »kulturno, zgodovinsko ali estetsko pomemben«.

## Zgodovina
Their Greatest Hits (1971–1975) vsebuje devet singlov, ki so izšli med letoma 1972 in 1975 ter skladbo »Desperado«. Vsi singli razen »Tequila Sunrise« so bili uvrščeni med top 40, pet se jih je uvrstilo med top 10, singla »One of These Nights« in »Best of My Love« pa sta se uvrstila na prvo mesto na lestvici Billboard Hot 100. S takšnim uspehom je skupina postala bolj prisotna na komercialni radijski sceni v 70. letih dvajsetega stoletja, Their Greatest Hits (1971–1975) pa je bil uvrščen na 4. mesto lestvice Billboard 200, kasneje pa je dosegel 1. mesto.

## Seznam skladb
| Stran 1 | Stran 1                                         | Stran 1             | Stran 1 |
| Št.     | Naslov                                          | Album               | Dolžina |
| ------- | ----------------------------------------------- | ------------------- | ------- |
| 1.      | „Take It Easy‟ (Jackson Browne, Glenn Frey)     | Eagles              | 3:29    |
| 2.      | „Witchy Woman‟ (Don Henley, Bernie Leadon)      | Eagles              | 4:10    |
| 3.      | „Lyin' Eyes‟ (Don Henley, Glenn Frey)           | One of These Nights | 6:21    |
| 4.      | „Already Gone‟ (Jack Tempchin, Robb Strandlund) | On the Border       | 4:13    |
| 5.      | „Desperado‟ (Don Henley, Glenn Frey)            | Desperado           | 3:33    |

| Stran 2         | Stran 2                                                        | Stran 2             | Stran 2 |
| Št.             | Naslov                                                         | Album               | Dolžina |
| --------------- | -------------------------------------------------------------- | ------------------- | ------- |
| 1.              | „One of These Nights‟ (Don Henley, Glenn Frey)                 | One of These Nights | 4:51    |
| 2.              | „Tequila Sunrise‟ (Don Henley, Glenn Frey)                     | Desperado           | 2:52    |
| 3.              | „Take It to the Limit‟ (Randy Meisner, Don Henley, Glenn Frey) | One of These Nights | 4:48    |
| 4.              | „Peaceful Easy Feeling‟ (Jack Tempchin)                        | Eagles              | 4:16    |
| 5.              | „Best of My Love‟ (Don Henley, Glenn Frey, J.D. Souther)       | On the Border       | 4:35    |
| Skupna dolžina: | Skupna dolžina:                                                | Skupna dolžina:     | 43:08   |

## Zasedba
Eagles
- Don Felder – kitare, spremljevalni vokali
- Glenn Frey – vokali, kitare, klavir
- Don Henley – vokali, bobni
- Randy Meisner – vokali, bas kitara
- Bernie Leadon – kitare, banjo, pedal steel kitara, mandolina, spremljevalni vokali